# エラズリー競馬場
エラズリー競馬場（えらずりーけいばじょう、Ellerslie Racecourse）は、ニュージーランド北島オークランドにある競馬場である。

## 概要
現在のエラズリー競馬場の土地でロバート・グラハムによって1857年に初めて競馬が行われた。
1872年には現運営者であるオークランドサラブレッドレーシングがこの土地を購入し、エラズリー競馬場となった。1874年5月25・26日にオークランドレーシングクラブ（現・オークランドサラブレッドレーシング）による最初の競走が開催された。
現在のスタンドは1960年に完成し、芝コース及び障害コース、庭園、それらを取り囲む木々の美しさは世界的にも有名である。

## コース形態
角度のきつい長円コースが特徴。右回りの芝コースで、外側は1周1890m、直線は380m。内側は1周1760mのコースがある。 
障害競走も施行されている。 

## 主な競走
G2以上
- ザビールクラシック（Zabeel Classic） - G1。2000メートル。12月下旬。20万NZドル。創設当初は「ニュージーランドS」の名称で、ホーリックスが勝った競走として知られている。後に数回競走名が変わり、1996年から2000年までは「JRAクラシック（Japan Racing Association Classic）」の名称で行われていた。
- グレートノーザンギニーズ（Great Northerm Guineas）　- G2。12月下旬。3歳。1600メートル。10万NZドル。
- ケンブリッジスタッド・8カラット・クラシック（Cambridge Stud Eight Carat Classic） - G2。12月下旬。3歳牝。1600メートル。10万NZドル。
- レイルウェイステークス（Railway Stakes） - G1。3歳上。1200メートル。1月初旬。20万NZドル。
- シティオブオークランドカップ（City of Auckland Cup） - G2。3歳上。ハンデ。2400メートル。1月初旬。10万NZドル。
- リッチヒルマイル（Rich Hill Mile） - G2。3歳上。ハンデ。1600メートル。1月初旬。10万NZドル
- チャンピオンシップステークス（Championship Stakes） - G2。3歳。2100メートル。1月初旬。10万NZドル
- ニュージーランド・ブラッドストック・ロイヤルステークス（New Zealand Bloodstock Royal Stakes） - G2。3歳牝。2000メートル。1月初旬。10万NZドル。
- アヴォンデイルゴールドカップ（Avondale Gold Cup） - G2。3歳上。ハンデ。2400メートル。2月中旬。10万NZドル。アヴォンデイル競馬場参照。
- アヴォンデイル・ギニーズ（Avondale Guineas） - G2。3歳。2100メートル。2月中旬。10万NZドル。
- ニュージーランドダービー（New Zealand Derby）　- G1。3歳。2400メートル。3月上旬（チャンピオンズデー）。75万NZドル。1973年に従来の北島のグレートノーザンダービーと南島のニュージーランドダービーを統合して創設。当初はシーズン終盤の5月に行われていたが、1月に移動し、現在は3月に行われる。これにより、この競走からオーストラリアンダービーを目指すことが可能になった。
- オークランドカップ（Auckland Cup） - G2。3歳上。3200メートル。3月上旬（チャンピオンズデー）。50万NZドル。1874年創設で国内最古級。ウェリントンカップとあわせて2大カップ戦をなす。
- システマステークス（Sistema Stakes） -G1。2歳。1200メートル。3月上旬（チャンピオンズデー）。20万NZドル。2016年までは「ダイヤモンドステークス」の名称で行われていた。
- ニュージーランドステークス（New Zealand Stakes） -G1。3歳上。2000メートル。3月上旬（チャンピオンズデー）。20万NZドル。
- ブリーダーズステークス（NZ Thoroughbred Breeders Stakes）- G1。3歳以上牝馬。1600m。3月上旬（チャンピオンズデー）。20万NZドル。牝馬限定のG1戦で、当初はG2戦だったが2002年にG1に昇格した。日本との関連では、2005年に優勝したロッカバブル（Rockabubble）がバブルガムフェローの産駒である。2019年まではテアロハ競馬場で開催されていたが、2021年・2022年はテラパ競馬場、2023年はプケコヘ競馬場でそれぞれ開催され、2024年よりエラズリー競馬場での開催に移行した。
- イースターハンデキャップ（Easter Handicap） -G3。3歳上。ハンデ。4月。1600メートル。20万NZドル。